# Thusnelda

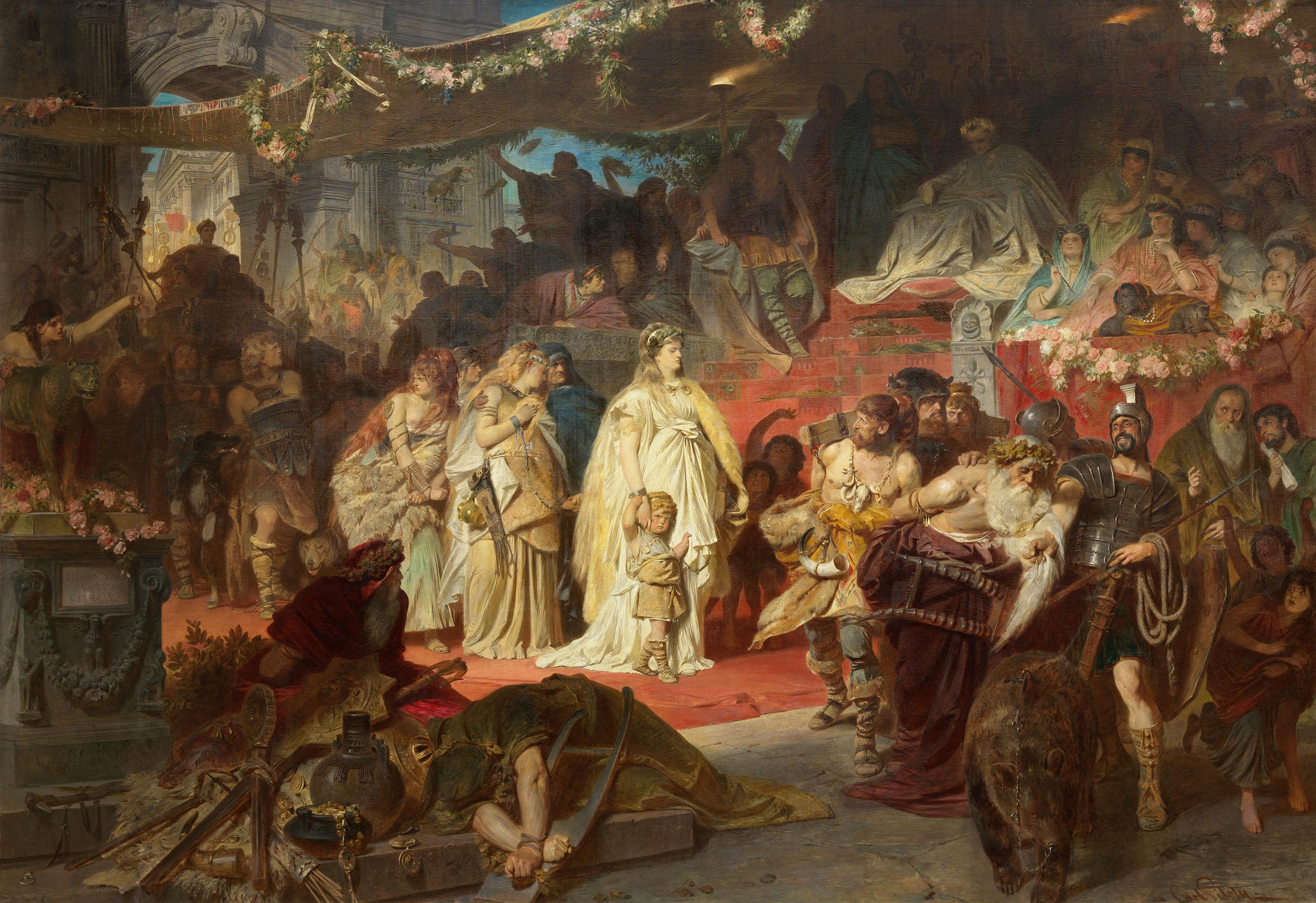
Karl von Piloty: Thusnelda in de triomftocht van Germanicus

Thusnelda (4/3 v.Chr. - na 26 mei 17) was de dochter van de Cheruskische leider Segestes. 
Haar huwelijk met de Cherusk Arminius betekende het begin van haar tragische leven. Arminius was op dat moment de grote held van Germania: hij had in 9 de Romeinse troepen onder Varus verslagen in het Teutoburger Woud en het Romeinse Rijk een gevoelige slag toegebracht. Thusnelda's vader Segestes stond echter aan de kant van Rome en toen zijn dochter na geschaakt te zijn door Arminius ook nog met hem trouwde stonden de verhoudingen tussen hem en zijn dochter en schoonzoon op scherp; te meer omdat Thusnelda al aan iemand anders als echtgenote beloofd was.
In 15 werd Thusnelda gevangengenomen door de Romeinen. Haar vader ontvoerde haar samen met andere Cheruskische edelvrouwen uit het hof van Arminius en leverde haar uit als gijzelaar aan Germanicus die op dat moment bezig was met een strafexpeditie tegen de Cherusken en hun bondgenoten. Thusnelda was op dat moment in verwachting van haar eerste kind bij Arminius. 
26 mei 17 werden Thusnelda en haar inmiddels ter wereld gekomen zoon Thumelicus bij een triomftocht ter ere van Germanicus als zegepraal door Rome gevoerd. Segestes woonde deze voor zijn dochter uiterst vernederende opvoering als eregast bij.
Over het lot van Thusnelda is verder niets meer bekend. Tacitus verwijst nog naar de schandelijke behandeling die Thumelicus blijkbaar in Ravenna ontving. Hij treedt echter niet in details. Omdat Ravenna een belangrijke rol speelde in de opleiding van gladiatoren heeft men wel aangenomen dat hij als gladiator aan zijn eind kwam. Zeker is dat echter helemaal niet.